# Чалъкова къща (Копривщица)
 Тази статия е за къщата в Копривщица.  За къщата в Пловдив вижте Чалъкова къща (Пловдив).  
Чалъковата къща в град Копривщица е стар, възрожденски градеж от времето на Големи Вълко (1765 – 1841) и брат му Нешо Теодоровичов Чалъкоолу (1770 – 1829).
Според съществуващи надписи на къщата и нейната кована порта тя е въздигната през 1821 г. За нея са характерни признаците на формирането на основите на копривщенската архитектура (1809 – 1830). Те са близки до подобни къщи в Самоков и Жеравна. Главно място в нейната асиметрична конструкция се явява помещението „в'къщи“ – собата, признаци, които се запазват до периода на зрялия възрождански архитектурен стил в града. Копривщенски къщи със сходно простсранствено устройство са Койчо-Дебеляновата, Христо-Пулековата и Воденичаровата къща. Това са двукатни, талпени къщи, чийто маниер на строеж е възприет донякъде и в по-късни постройки.
В двора на къщата се намира една от Чалъковите чешми, градена през 1826 г. от Нешо Чалъков. Тя има украса от стилизирани кипариси. Кипарисът е важен елемент от украсата на каменните фасади. Символизира справедливостта, предопределението, а в някои случаи и скръбта по мъртвите.
Чалъковата къща се намира на улица „Любен Каравелов“ № 6 срещу Десьовската къща, но не е музей и не е отворена за посещение.